# Nikołaj Antonow (polityk)
Nikołaj Afanasjewicz Antonow (ros. Никола́й Афана́сьевич Анто́нов, ur. 9 września 1921, zm. w listopadzie 1996) – radziecki polityk.

## Życiorys
W latach 1941–1945 żołnierz Armii Czerwonej, od 1944 w WKP(b), od 1945 szef warsztatu i główny inżynier, a następnie dyrektor zakładu metalurgicznego w Borowiczach w obwodzie nowogrodzkim. W 1951 ukończył Leningradzki Zaoczny Instytut Industrialny, 1955-1956 był przewodniczącym Komitetu Wykonawczego Borowickiej Rady Miejskiej, 1956-1960 kierownikiem wydziału Komitetu Obwodowego KPZR w Nowogrodzie, a 1960-1966 sekretarzem Komitetu Obwodowego KPZR w Nowogrodzie. Od 1966 do maja 1972 przewodniczący Komitetu Wykonawczego Nowogrodzkiej Rady Obwodowej, od 4 maja 1972 do 27 października 1986 I sekretarz Komitetu Obwodowego KPZR w Nowogrodzie, od 5 marca 1976 do 25 kwietnia 1989 zastępca członka KC KPZR, od października 1986 na emeryturze. Deputowany do Rady Najwyższej ZSRR od 9 do 11 kadencji.